# Emma-Jane Feathery
Emma-Jane Feathery (25 de diciembre de 1984) es una deportista neozelandesa que compitió en remo. Ganó una medalla de bronce en el Campeonato Mundial de Remo de 2009, en la prueba de dos sin timonel.

## Palmarés internacional
| Campeonato Mundial | Campeonato Mundial | Campeonato Mundial | Campeonato Mundial |
| Año                | Lugar              | Medalla            | Prueba             |
| ------------------ | ------------------ | ------------------ | ------------------ |
| 2009               | Poznań (Polonia)   | Medalla de bronce  | Dos sin timonel    |